# Helmut Schreiber (Leichtathlet)
Helmut Schreiber (* 26. Juni 1955  in Heidenheim an der Brenz) ist ein ehemaliger deutscher Leichtathlet, der seit den 1970er-Jahren im Speerwurf erfolgreich war.

## Sportliche Karriere
Nach ersten Erfolgen als Mehrkämpfer spezialisierte er sich unter Trainer Hans Knoth auf den Speerwurf und wurde 1973 deutscher Jugendmeister. Bei den Europameisterschaften 1978 in Prag wurde er Fünfter (76,66 m – 71,84 m – 82,84 m – 77,88 m – 82,48 m – 83,58 m). Ein Jahr später siegte er bei der Universiade in Mexiko-Stadt mit 88,68 m. Am 21. September 1980 startete er beim „Acht-Nationen-Pokal“ in Tokio und siegte mit 87,66 m vor Olympiasieger Dainis Kūla. Bei der Europapokal-Qualifikation 1979 in Ulm warf er noch weiter mit 92,72 m. In der Zehn-Besten-Liste des Deutschen Leichtathletik-Verbandes (DLV) mit dem alten Speer (vor 1986) liegt Schreiber mit dieser Weite an fünfter Stelle. Er wurde 1981 Deutscher Meister, 1980 belegte er Rang zwei der Weltbestenliste, verpasste aber wegen des Boykotts der westlichen Staaten die Olympischen Spiele von Moskau. Bei der in Edmonton ausgetragenen Universiade 1983 sicherte er sich mit Silber seine zweite internationale Medaille. Kurz vor den Olympischen Spielen 1984 in Los Angeles (USA) beendete er seine Leichtathletik-Karriere, nachdem er sich verletzungsbedingt nicht mehr qualifizieren konnte.

## Berufliche Laufbahn
Schreiber ging nach bestandenem Abitur 1972 nach Mannheim (bis 1977) und dann nach Heidelberg, wo er Medizin und Psychologie studierte.
Ab 2000 war er DLV-Mannschaftsarzt und betreute die Athleten bei drei Olympischen Spielen, vier Weltmeisterschaften, drei Europameisterschaften, zahlreichen Hallen-Welt- und Europameisterschaften sowie auf neun Universiaden. 2014 wurde der Facharzt für Orthopädie mit den Zusatzbezeichnungen Sportmedizin und Chirotherapie als „Sportarzt des Jahres“ ausgezeichnet.